# 厚膜胞子
厚膜胞子（こうまくほうし）とは、菌類に広く見られるもので、菌糸の一部が厚膜化したものである。あまり特殊化した構造ではなく、胞子とは見なさないこともある。分類学的にもほとんどの場合に重視されない。

## 特徴
厚膜胞子(chlamydospore)とは、様々な菌類の群に見られるもので、その形質は様々であるが、一般に菌糸の一部が区画され、厚膜化したと見えるものである。厚壁（こうへき）胞子と言うこともある。芽子(gemma)という語が使われることもあるが、こちらの方が適用範囲がはるかに広い。なお、クロボキンの場合、二核性の胞子がこの名で呼ばれることがあるが、これは全く性格の異なるものである。
一般には菌糸の先端か、あるいは途中が区画され、貯蔵物が蓄えられてややふくらみ、細胞壁が厚膜化することで形成される。ケカビ類やミズカビ類ではもとの菌糸が隔壁のない多核体なので、新たに隔壁を生じることになるが、より高等な菌類では菌糸が細胞に分かれているから、それらのどれかが厚膜化する形となる。無色の例もあるが、多くはメラニン系の色素で着色する。大きさや形は変化が多いのが普通で、同一の株であっても様々な大きさのものを作ることがよくある。時には数珠繋ぎに複数が形成される。発芽は発芽管により、すぐに菌糸を形成するものが多い。
また、成熟後に切り離されて散布されるような構造を持たず、菌糸がそのまま存在する限りはそこにとどまる。そのため胞子の名は持っているが、一般のそれとは異なり、散布体としての意味は大きくないと思われる。むしろ、条件が悪化した場合に菌糸体が死滅しても、この部分だけは生きてその場にとどまり、条件がよくなるのを待つ、という役割を持つものと考えられている。培養している場合も、培地が古くなるとよく形成される傾向が見られる。

## 意味づけ
このように、厚膜胞子は菌糸の一部が耐久性を持って生き延びるための姿、といった印象がある。一般の胞子はそれぞれに特別な位置に特別な形式で作られるのに対して、そのような形式もはっきりしない。そのため、胞子の名は持つが、これを胞子とは認めない立場もある。なお、ミズカビの場合には厚膜胞子が遊離して水中に漂い出る例もあり、散布体として機能する例がないわけではない。
接合胞子（嚢）は往々にして厚膜である。そのため、厚膜胞子と混同された例がある。形成過程を見ればわかると言いたいが、その過程を継時観察するのはそれなりに困難であるし、接合している様子がわかりにくい場合もある。また、接合なしに接合胞子を形成する例（偽接合胞子）もある。普通は他種との比較検討などでどちらであるかが判断される。グロムス類がアツギケカビ類と混同されていた頃、この問題で混乱が生じた例がある。
このほか、クサレケカビ類にスチロスポアといわれる独特な胞子を作るものがあり、これが厚膜胞子に由来する構造ではないかといわれたことがあるが、疑問視されている。

## 分類群との関係
厚膜胞子の見られる菌類は、菌糸を発達させる菌群のほぼすべてにわたる。ただし個々の種については作るものも作らないものもある。菌類以外であるが、やはり菌糸体を発達させるミズカビなどの卵菌類には同様の構造を作る例があって、やはりこの名で呼ばれる。
このようにあまり分類群にかかわらず見られるものであり、またその形態もはっきりした特徴がなく変化が多いので、分類上の特徴としては重視されることが少ない。特に多く形成する種があって、それを区別する例があるくらいである。属の特徴として認められる例もあり、Chlamydoabsidiaはユミケカビにごく似ているが、厚膜胞子を多数つけるので別の属とされているが、これはこの厚膜胞子の形質がかなり特殊なためでもある。同じくユミケカビ属では Absidia glauca などは普通の型の厚膜胞子をよく形成する。
多くの菌類は通常の有性無性の胞子の外に、不定期な形で厚膜胞子を作るが、中には厚膜胞子しか作らない菌も知られている。不完全菌の Complexipes はその例で、分生子は形成せず、菌糸の先端に厚膜胞子を作るだけである。より重要と思われるのはグロムス類である。この類では厚膜胞子は菌糸よりかなり大きく、可視的な大きさに達し、それを単独でか菌糸に覆われた子実体の中に形成する。それ以外の胞子は形成されず、分類には苦労しているようである。